# Châteauroux-les-Alpes
Châteauroux-les-Alpes ist eine französische Gemeinde im Département Hautes-Alpes in der Region Provence-Alpes-Côte d’Azur. Sie gehört zum Kanton Embrun im Arrondissement Gap. 
Die angrenzenden Gemeinden sind Champcella und Réotier im Norden, Saint-Clément-sur-Durance im Nordosten, Saint-André-d’Embrun im Südosten, Embrun im Süden, Réallon im Südwesten, Orcières im Westen und Freissinières im Nordwesten.

## Bevölkerungsentwicklung
| Jahr      | 1962 | 1968 | 1975 | 1982 | 1990 | 1999 | 2006 | 2013 |
| --------- | ---- | ---- | ---- | ---- | ---- | ---- | ---- | ---- |
| Einwohner | 736  | 683  | 578  | 649  | 766  | 927  | 1076 | 1110 |

## Sehenswürdigkeiten
- Kirche Saint-Marcellin, Monument historique

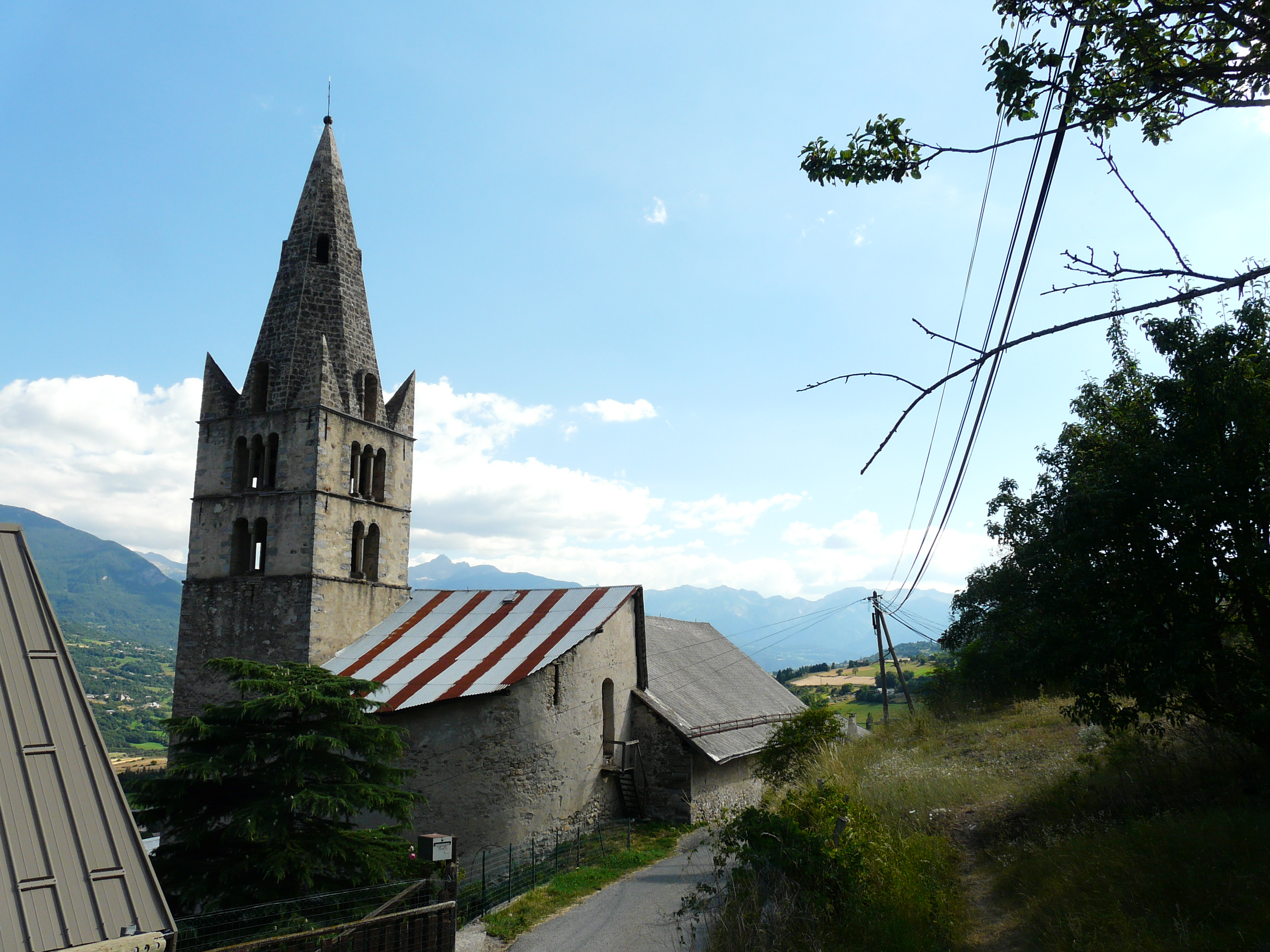
Kirche Saint-Marcellin